# Dybowska Dolina Wisły
Dybowska Dolina Wisły (kod obszaru PLH040011) – obszar chroniony programem Natura 2000, o powierzchni 1392 ha, położony w województwie kujawsko-pomorskim.
Celem ochrony jest zachowanie siedlisk przyrodniczych i występujących na ich terenie gatunków roślin i zwierząt.
Nad obszarem „Dybowska Dolina Wisły” nadzór sprawuje Regionalny Zarząd Gospodarki Wodnej w Gdańsku oraz Regionalna Dyrekcja Lasów Państwowych w Toruniu.

## Historia
W sierpniu 2007 r. zaproponowano włączenie obszaru w sieć Natura 2000 jako obszar mający znaczenie dla Wspólnoty. W grudniu 2008 r. został zatwierdzony jako projektowany specjalny obszar ochrony siedlisk (SOO) pod nazwą „Dybowska Dolina Wisły”.

## Lokalizacja
Obszar obejmuje międzywale  doliny Wisły o długości 11 km, między Dybowem, gdzie uchodzi do Wisły Zielona Struga, a Przyłubiem.
Dolina jest położona na terenie dwóch powiatów: bydgoskiego i  toruńskiego.

## Ogólna charakterystyka obszaru
Dybowska Dolina Wisły obejmuje utwory przyrodnicze, charakterystyczne dla teras: zalewowej i nadzalewowej rzeki Wisły. 
Przy średnim i niskim stanie wód, dno doliny zajmuje koryto rzeki z wynurzającymi się okresowo piaszczysto-mulistymi ławicami, które porasta efemeryczna roślinność. Podczas wezbrań zalewane są także tereny nadbrzeżne z dawnymi wyspami (kępami) połączonymi ze stałym lądem groblami. Na całym obszarze występują ciągi starorzeczy, porośnięte szuwarami.  
Do doliny Wisły od południa przylega wysokie zbocze terasy akumulacyjnej, na której rozlokowana jest Puszcza Bydgoska. Na piaszczystych zboczach występują murawy kserotermiczne, zarośla tarniny, głogu, berberysu oraz drzewostany sosnowe i mieszane pochodzące z nasadzeń. W dolnych partiach zbocza zachowały się fragmenty wielogatunkowych łęgów oraz grądy kontynentalne.
Większość terenu Doliny porośnięta jest ziołoroślami i trawami z kępami drzew. Siedliska łęgów wierzbowych i topolowych koło Przyłubia zajmują natomiast zarośla wierzbowe wraz z ziołoroślami. Tereny okresowo zalewane oraz wały przeciwpowodziowe zajmują łąki i pastwiska, zaś urodzajne tereny na terasach nadzalewowych – pola uprawne.

## Siedliska
Wśród siedlisk na obszarze doliny, największy udział posiadają tereny rolnicze – 46% oraz wody śródlądowe (rzeki i akweny – 37%), zaś mniejszy: lasy iglaste (9%) i lasy liściaste (8%).
Siedliska chronione zajmują ok. 20% całego obszaru, a wśród nich największą powierzchnię posiadają niżowe świeże łąki użytkowane ekstensywnie (8,9%), łęgi wierzbowe, topolowe, olszowe i jesionowe (7,4%) oraz starorzecza i naturalne eutroficzne zbiorniki wodne (1,9%). 

## Formy ochrony przyrody
Niewielka część Dybowskiej Doliny Wisły znajduje się na terenie Obszaru Chronionego Krajobrazu Wydmowy na południe od Torunia. Projektuje się utworzenie rezerwatu przyrody Zbocza Dybowskie.
W sieci European Ecological Network, Dolina Dolnej Wisły stanowi korytarz ekologiczny o znaczeniu międzynarodowym. 

## Wartość przyrodnicza
Obszar Dybowska Dolina Wisły chroni 11 typów chronionych siedlisk nadrzecznych oraz związanych z nimi gatunków roślin i zwierząt. W Dolinie notowano m.in.:
- 23 gatunki ptaków wymienionych w załączniku I dyrektywy ptasiej (lęgowe i migrujące);
- gatunki zwierząt wymienionych w załączniku II dyrektywy siedliskowej:
  - ssaki: bóbr europejski, wydra europejska;
  - płazy: kumak nizinny;
  - ryby: minóg rzeczny, łosoś szlachetny, boleń, rhodeus, koza;
  - bezkręgowce: czerwończyk nieparek;
- rośliny naczyniowe wymienione w załączniku II dyrektywy siedliskowej: leniec bezpodkwiatkowy, sasanka otwarta.